# Bisdom Huánuco
Het bisdom Huánuco (Latijn: Dioecesis Huanucensis) is een rooms-katholiek bisdom met als zetel Huánuco, in Peru. Het bisdom is suffragaan aan het aartsbisdom Huancayo. 

## Geschiedenis
Het bisdom werd opgericht op 17 maart 1865, uit delen van het aartsbisdom Lima, en was suffragaan aan het aartsbisdom Lima. Op 30 juni 1966 wisselde het van kerkprovincie en werd suffragaan aan het nieuw verheven aartsbisdom Huancayo.

## Parochies
Het bisdom had in 2021 een oppervlakte van 45.000 km2 en telde 1.087.000 inwoners waarvan 84,1% rooms-katholiek was.

## Bisschoppen
- Manuel Teodoro del Valle Seoane (27 maart 1865 - 4 juni 1872; apostolisch administrator: 19 november 1872 - 16 oktober 1888)
- Alfonso María de la Cruz Sardinas y Zavala (12 augustus 1890 - 26 juni 1902)
- Pedro Pablo Drinot y Piérola (17 juni 1904 - 21 oktober 1920)
- Francisco Rubén Berroa y Bernedo (12 augustus 1922 - 24 november 1946)
- Teodosio Moreno Quintana (27 juni 1947 - 17 december 1956)
- Carlos Alberto Arce Masías (17 december 1956 - 6 februari 1959)
- Ignacio Arbulú Pineda (6 februari 1959 - 6 april 1979)
- Antonio Kühner y Kühner (24 juli 1980 - 22 januari 1991)
- Ermanno Artale Ciancio (21 juni 1994 - 17 september 2003)
- Jaime Rodríguez Salazar (16 december 2004 - 12 mei 2016)
- Neri Menor Vargas (12 mei 2016 - 20 april 2022)
- sedisvacatie

Huancayo (aartsbisdom) · Huánuco · Tarma